# Keresztényszociális Néppárt (Magyarország)
A Keresztényszociális Néppárt egy rövid életű politikai párt volt Magyarországon 1918–19-ben.

## Története
A Keresztényszociális Néppárt 1918. február 3-án alakult meg a konzervatív irányzatú Katolikus Néppárt és a szociális reformokat szorgalmazó Országos Keresztényszocialista Párt egyesüléséből. Az egyesülést támogatta Csernoch János hercegprímás és a Keresztény Szociális Egyesületek Országos Szövetségének szövetségtanácsa is.
A párt programja átvette az Országos Keresztényszocialista Párt főbb programpontjait, például a demokratikus politikai, társadalmi, közigazgatási reformokat, beleértve a mezőgazdaság állami támogatását, a földbirtokreformot, a magyar hadsereg önállóságának megteremtése valamint a békekezdeményezést is. Vezetői körében a párt keresztényszocialista szárnya jutott vezető szerephez a konzervatív szárnnyal szemben.
Működése alatt végig együttműködött az erősödő keresztény szakszervezetek. Ehhez számottevő egyházi támogatást kaptak, a Katolikus Népszövetség több százezres példányszámú kiadványaival járult hozzá munkájukhoz, és aktívan segítettek az olyan katolikus egyetemista szervezetek, mint a Szent Imre Kör.
A párt és szövetségeseik egyik fő célja egyrészt a marxista szociáldemokrácia befolyásának ellensúlyozása, illetve az ország összeomlásának megakadályozása, és a háború a területi integritás alapján való befejezése volt.
1918. február 6. és 1918. október 24. között a Keresztényszociális Néppárt, önállóságát megtartva, belépett a 48-as Alkotmánypárt vezette kormánykoalícióba, és tagja volt az utolsó Wekerle-kormánynak. Az őszirózsás forradalom után támogatta Károlyi Mihályt és a Magyar Nemzeti Tanács működését, üdvözölte az ország függetlenné válását, a demokratikus változásokat, de óvott a helyzet radikalizálódásától. 1919 elejétől azonban a Berinkey-kormány alatt megnőtt a szociáldemokraták, majd a kommunisták befolyása. Az egyházellenes hangulat nőttön-nőtt, ennek hatására a párt a polgári demokratikus erők felé orientálódott, amelyek ellenezték a baloldali fordulatot. 1919 áprilisában a proletárdiktatúra alatt számos demokrácia- és egyházellenes intézkedés és atrocitás következtében a keresztényszocialisták működése is ellehetetlenült. Letartóztatták többek között Haller Istvánt és Huszár Károlyt is. augusztus 1-én  a Tanácsköztársaság bukása után a keresztényszocialista frakciók egymástól függetlenül kezdtek újra szerveződni, majd a többszöri egyesülés után Keresztény Nemzeti Egyesülés Pártja (KNEP) néven folytatták tevékenységüket.
Nevezetesebb tagjai: Simonyi-Semadam Sándor (elnök), Szmercsányi György (elnök), gróf Zichy János (elnök), Haller István, Andrej Hlinka, Huszár Károly, Giesswein Sándor és Ernszt Sándor.